# Wuzhou
Wuzhou (kinesisk: 梧州; pinyin: Wúzhōu) er en by på præfekturniveau i den østlige del af den autonome region Guangxi i det sydlige Kina. Wuzhou har et areal på 12.588 km². Det har en befolkning på 3.101.474 mennesker med en tæthed på 247 indb./km2, hvoraf 492.306
bor i byområdet, med en tæthed på 448.8 indb./km2 (2007). 
Byen ligger ved Perlefloden, hvor Xún Jiāng løber sammen med Guì Jiāng og danner Xi Jiang , tæt ved hvor den løber ind i Guangdong-provinsen. Den har nu en af Kinas ti største indlandshavne, blandt andet med en stor containerhavn og 100 store og små dokanlæg. Den har alle faciliteter for gods- og passagertrafik til Hongkong og Macao. 
Wuzhou blev først åbnet som havn for handel med udlandet i 1897. 

## Administrative enheder
Bypræfekturet Wuzhou har jurisdiktion over 3 distrikter (区 qū), et byamt (市 shì) og 3 amter (县 xiàn).
| Kort             | Kort      | Kort   | Kort          | Kort                   | Kort        | Kort      | Kort | Kort |
| ---------------- | --------- | ------ | ------------- | ---------------------- | ----------- | --------- | ---- | ---- |
| Kort over Wuzhou |           |        |               |                        |             |           |      |      |
| #                | Navn      | Hanzi  | Pinyin        | Befolkning (2003 est.) | Areal (km²) | Indb./km² |      |      |
| Distrikter       |           |        |               |                        |             |           |      |      |
| 1                | Wanxiu    | 万秀区 | Wànxiù Qū     | 170.000                | 407         | 418       |      |      |
| 2                | Dieshan   | 蝶山区 | Diéshān Qū    | 190.000                | 313         | 607       |      |      |
| 3                | Changzhou | 长洲区 | Chángzhōu Qū  | 120.000                | 378         | 317       |      |      |
| Byamter          |           |        |               |                        |             |           |      |      |
| 4                | Cenxi     | 岑溪市 | Cénxī Shi     | 820.000                | 2.783       | 295       |      |      |
| Amter            |           |        |               |                        |             |           |      |      |
| 5                | Cangwu    | 苍梧县 | Cāngwú Xiàn   | 580.000                | 3.482       | 167       |      |      |
| 6                | Teng      | 藤县   | Téng Xiàn     | 940.000                | 3.946       | 238       |      |      |
| 7                | Mengshan  | 蒙山县 | Méngshān Xiàn | 210.000                | 1.274       | 165       |      |      |

## Trafik
Kinas rigsvej 207 løber gennem selve byen Wuzhou og gennem nogle af præfekturets øvrige amter (Cangwu og Cenxi). Den begynder i Xilinhot i Indre Mongoliet nær grænsen til Mongoliet, løber mod syd og ender i Hai'an, en by som ligger i amtet Xuwen på den sydlige del af Leizhouhalvøen i provinsen Guangdong.
Kinas rigsvej 321 løber også gennem Wuzhou. Den fører fra Guangzhou i Guangdong blandt andet via Wenzhou og Guilin til Chengdu, hovedstaden i provinsen Sichuan.

Wuzhou Changzhoudao Airport har flyvninger til Nanning, Guangzhou og Shenzhen, og kan modtage Boeing 737-fly på dens fire landingsbaner.

## Eksterne kilder og henvisninger
- Wikimedia Commons har flere filer relateret til Wuzhou

23°29′N 111°19′Ø / 23.483°N 111.317°Ø